# Lyndsie Fogarty
Lyndsie Fogarty, född den 17 april 1984 i Brisbane, Australien, är en australisk kanotist.
Hon tog OS-brons i K-4 500 meter i samband med de olympiska kanottävlingarna 2008 i Peking.